# قيادة الجبهة الداخلية الإسرائيلية

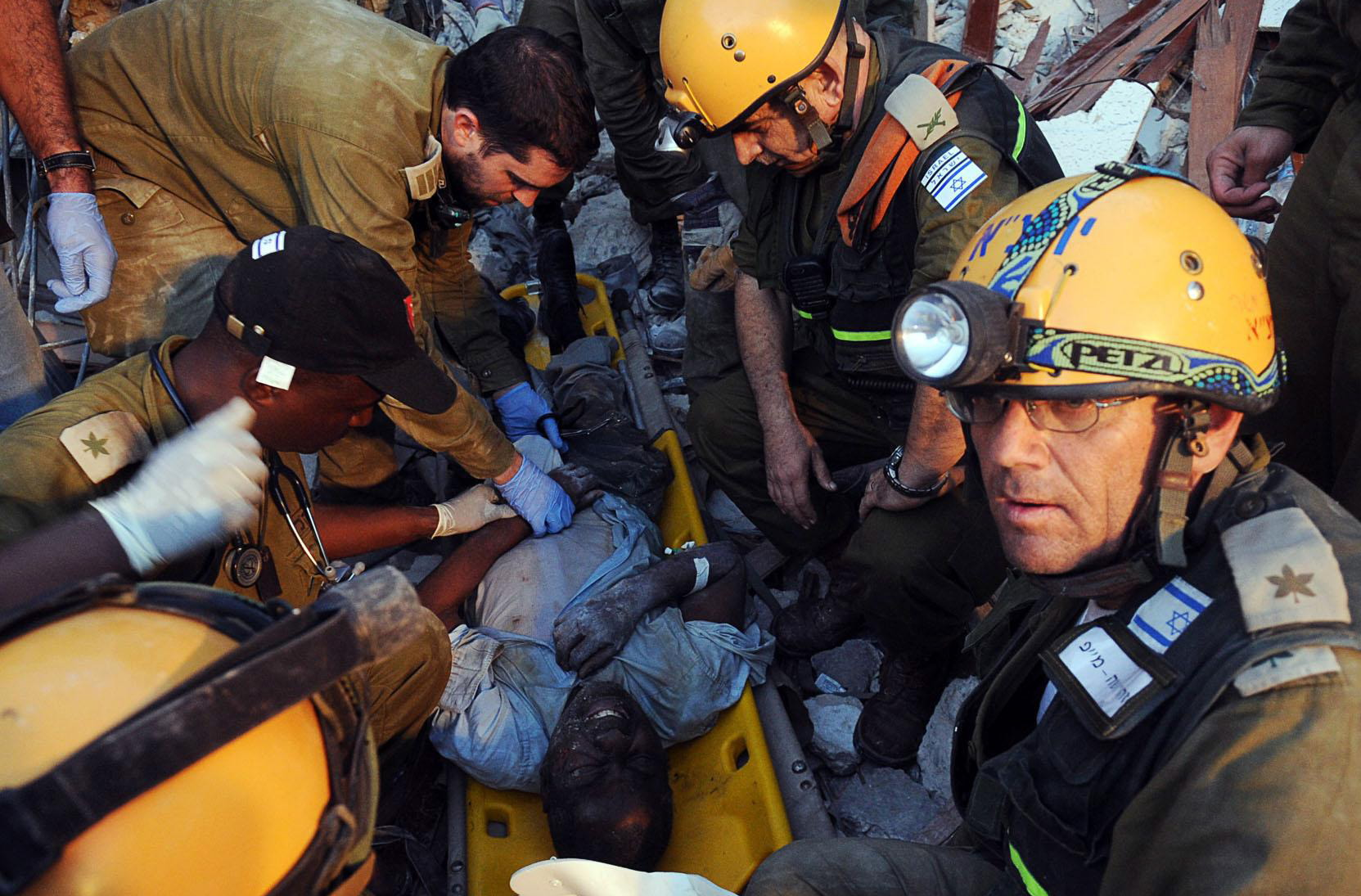

قيادة في الجيش الإسرائيلي أنشئت في عام 1992 وتتعامل مع الدفاع المدني. القيادة أنشئت في أعقاب حرب الخليج، التي اعتبرها الإسرائيليون تهديدا كبيرا لهم. قائد القيادة الحالي هو اللواء يائر جولان.

## وحدات الجبهة الداخلية
- كتائب "اباح"- ضد سقوط صواريخ ذرية وبيولوجية وكيماوية:
- كتائب بلوغ التي دورها هو كشف وتمييز وغسل أماكن ضرب الأسلحة.
- كتائب إنقاذ - دورها هو إنقاذ محاصرين من مباني في حالة الطوارئ.
- وحدة الإنقاذ الأرضية- مهمة الوحدة هي تنفيذ عمليات انقاذ خاصة في إسرائيل والخارج بصورة روتينية وفي حالات الطوارئ.
- مدرسة الإنقاذ والتي فيها يتم تدريس جميع مواضيع الإنقاذ ووحدات تحديد الضحايا.
- وحدات السكان هي مسؤولة عن توزيع أقنعة واقية على السكان وتجهيزهم لحالات الطوارئ وكذلك منح مساعدات في حالات الطوارئ.
- دوائر جمع جثث القتلى- تشكل جزءا هاما من وحدة الإنقاذ الأرضية ومن كتائب الإنقاذ التي دورها هو عثور وإنقاذ وجمع جثث القتلى من الانقاض.

وتنقسم القيادة إلى عدة محافظات المقابلة لمحافظات شرطة إسرائيل التي تعملان بتعاون مشترك.

## مناطق القيادة
- محافظة الشمال
- محافظة دان (تل ابيب وحولها)
- محافظة الوسط (مدن حول القدس)
- محافظة القدس
- محافظة الجنوب